# Jean-Baptiste Bréhéret
Jean-Baptiste Bréhéret (La Chapelle-Aubry, 14 juin 1815-Levuka, 12 août 1898) est un missionnaire mariste français, apôtre des îles Fidji.

## Biographie
Parti de Toulon sur le Phaéton le 23 avril 1843, il arrive à Wallis le 30 novembre. En 1844, Pierre Bataillon le charge d'implanter la première mission catholique aux Fidji. Il embarque sur l'Adolphe du capitaine Guillaume Morvan qui essaie de le déposer avec d'autres frères dans l'est de l'archipel à Lakemba le 9 août 1844, mais le roi, à qui les Wesleyens ont raconté qu'il s'agissait d'anthropophage, refuse de les recevoir.
Finalement, Bréhéret, le Père François Roulleaux et le frère Annet, sont débarqués à Namouka où l'accueil est moins hostile. Les missionnaires implantent une grande croix mais remarquent rapidement que l'île est peu peuplée et surtout sans ressources, ni eau. Ils gagnent alors Lakemba où le chef Finaou les fait souffrir de la faim et leur inflige de mauvais traitements.
Après sept années très difficiles, six nouveaux missionnaires sont amenés par Monseigneur Bataillon sur sa goélette. Les persécutions ne cessent pas pour autant et les missionnaires décident finalement d'abandonner l'île. Le 15 août 1851, avec deux compagnons, Bréhéret arrive à Taveuni où le chef de l'île, protestant, s'avère aussi hostile et les fait expulser l'année suivante.
Les missionnaires s'installent alors à Levuka dans l'île d'Ovalau où l’accueil est plus agréable. Bréhéret fait alors construire deux baleinières pour parcourir l'archipel. La mission prospère et, dès 1853, une station est fondée à Viti Levu à l'embouchure de la Rewa. Bréhéret part, quant-à-lui, convertir les nombreuses îles dont Lakemba, Kadavu et Yasawa. Il y gagne son surnom de Capitaine Bréhéret et l'imagerie populaire le représente sur une barque brandissant d'une main un chapelet et de l'autre, tenant le gouvernail.
Les persécutions ne cessent pas pour autant et à diverses reprises le gouverneur des Établissements français d'Océanie doit intervenir. Ainsi, en 1858, le capitaine Le Bris menace le roi d'Ovalau de représailles sur la Bayonnaise et en 1861, le capitaine Levêque, sur la Cornélie, lui rappelle ses engagements. Un chef récalcitrant est même déporté en Nouvelle-Calédonie.
Les Fidji sont enfin érigées en préfecture apostolique en 1863 et Bréhéret en devient le préfet. En 1874, avec l'annexion des îles par les Britanniques, les persécutions cessent.
Jean-Baptiste Bréhéret meurt à Levuka sans n'être jamais revenu en France. À ses obsèques, les missionnaires protestants lui rendent un vibrant hommage, ce qui montre que le temps des hostilités entre catholiques et protestants a bien changé.